# Simon Bucher (Schwimmer)
Simon Bucher (* 23. Mai 2000 in Innsbruck) ist ein österreichischer Schwimmer und Vizeweltmeister (2024).

## Leben
Simon Bucher trainierte bis 2020 in Tirol, 2020 verlegte er seinen Trainingsstandort nach Oberösterreich, wo er beim ASV Linz trainierte. Nach den Olympischen Spielen 2024 kehrte er nach Innsbruck zurück.
2018 nahm er für Österreich an den Olympischen Jugend-Sommerspielen 2018 in Argentinien teil. Bei seinem Olympiadebüt bei den aufgrund der COVID-19-Pandemie auf 2021 verschobenen Olympischen Spielen 2020 in Tokio im Juli 2021 nahm er für Österreich über 100 m Schmetterling teil. Im Juni 2022 verbesserte er bei den Schwimmweltmeisterschaften in Budapest über 100 m Schmetterling seinen eigenen österreichischen Rekord um 62 Hundertstelsekunden auf 51,18 Sekunden und erreichte den sechsten Platz.
Im August 2022 kam er bei den Europameisterschaften in Rom über 50 m Schmetterling auf den fünften Platz und gewann mit der Staffel über 4 × 100 m Lagen die Bronzemedaille.
Damit sorgten Bernhard Reitshammer (Rücken), Valentin Bayer (Brust), Simon Bucher (Schmetterling) und Heiko Gigler (Kraul) für die zweite EM-Medaille einer Staffel des Österreichischen Schwimmverbandes (OSV). Davor eroberten Dominik Koll, Markus Rogan, David Brandl und Dinko Jukić 2008 in Eindhoven über 4 × 200 m Kraul eine EM-Staffel-Medaille. Im Juni 2022 kamen Reitshammer, Bayer, Bucher und Gigler bei den Schwimmweltmeisterschaften 2022 auf Platz sieben. Bei den Kurzbahnweltmeisterschaften 2022 in Melbourne wurde er im Dezember 2022 über 100 m Schmetterling Sechster.
Beim International Swim Meet in Edinburgh qualifizierte er sich im März 2023 für die Olympischen Spiele 2024 in Paris über 100 m Schmetterling. Bei der Schwimm-WM 2023 in Fukuoka belegte er im Finale über 50 m Schmetterling den siebenten Platz.
Im August 2023 holte er bei der U23-Schwimm-EM in Dublin über 100 m Schmetterling Gold und über 50 m Silber.
Im Rahmen der Wahl zum Oberösterreichischen Sportler des Jahres wurde er 2023 hinter Vincent Kriechmayr und Thomas Preining auf den dritten Platz gewählt.
Im Februar 2024 belegte er hinter Matos Ribeiro den zweiten Platz vor Jakub Majerski und gewann Silber über 100 m Schmetterling bei der Weltmeisterschaft in Doha. Mit der Männer-Staffel erreichte er dort das Finale und belegte dort den sechsten Platz. Die Staffel erreichte dabei die Qualifikation für die Olympischen Spiele 2024. Bei den Europameisterschaften in Belgrad eroberte er im Juni 2024 über 50 m Schmetterling ebenfalls die Silbermedaille. Außerdem wurde er mit der OSV-Staffel mit Bernhard Reitshammer, Valentin Bayer, Simon Bucher und Heiko Gigler Europameister über 4 × 100 m Lagen.
Bei den Weltmeisterschaften 2025 belegte er im Halbfinale über 50 m Schmetterling Rang zehn und verbesserte seinen österreichischen Rekord auf 22,95 Sekunden. Über 100 Meter Schmetterling verbesserte er seinen österreichischen Rekord auf 50,88 Sekunden, im Finale erreichte er den siebenten Rang.

## Auszeichnungen und Nominierungen
- 2022, 2023 und 2024: Nominierung für die Tiroler Sportlerwahl als Sportler des Jahres[27][28][29]
- 2023: Sportehrenzeichen der Stadt Linz[30]
- 2023: Tiroler Sportehrennadel in Gold mit Brillant[31]